# Barbara Jaracz
Barbara Jaracz (z domu Grabarska, ur. 8 czerwca 1977 w Gubinie) – polska szachistka, arcymistrzyni od 2007 roku.

## Kariera szachowa
Od połowy lat 90. należy do czołówki polskich szachistek. Pierwszy start w finale mistrzostw Polski kobiet zanotowała w 1995 r. w Warszawie. W kolejnych latach w finałowych turniejach startowała wielokrotnie, zdobywając dwa medale: srebrny (Cisna 1997) oraz brązowy (Brzeg Dolny 2001). W 1995 r. reprezentowała Polskę na turniejach o mistrzostwo Europy juniorek do 20 oraz do 18 lat (w Żaganiu), zaś w 1997 r. - na rozegranych w Żaganiu mistrzostwach świata do lat 20. W samym roku wystąpiła w Puli na drużynowych mistrzostwach Europy, gdzie za indywidualny wynik 5½ pkt z 7 partii zdobyła brązowy medal na II szachownicy. Ponownie wystąpiła w narodowej drużynie dwa lata później w Batumi, zdobywając 2 pkt w 5 partiach. W 2015 r. zdobyła w Trzciance brązowy medal mistrzostw Polski w szachach szybkich.
Najwyższy ranking w karierze osiągnęła 1 kwietnia 2003 r., z wynikiem 2342 punktów dzieliła wówczas 101-102. miejsce na światowej liście FIDE, jednocześnie zajmując 6. miejsce wśród polskich szachistek.

## Życie prywatne
Mąż Barbary Jaracz, Paweł, jest arcymistrzem i również należy do czołówki polskich szachistów.